# 汉源站
汉源站（彝文：ꉴꑼ/hap yuop）是成昆线上的一个铁路车站，位于四川省雅安市汉源县乌斯河镇，目前为四等站，邮政编码为625304。成昆铁路汉源段始建于1959年，1967年建成乌斯河至燕岗段，1970年7月1日起正式开办客货运业务，建站初期名乌斯河站，为三等站。1990年降为四等站。2002年3月1日更名为汉源站:318。
目前汉源站客运办理旅客乘降，成昆复线开通前每日有6列旅客列车停靠，日发送旅客100多人；成昆复线开通后仅有5619/5620次列车停靠。货运办理整车货物发到，同时也是西南货运快运列车的作业站之一。该站是川藏铁路成雅段通车前雅安市内唯一的中大型客运站，成雅铁路通车后依旧是雅安市唯一的货运站。

## 车站结构

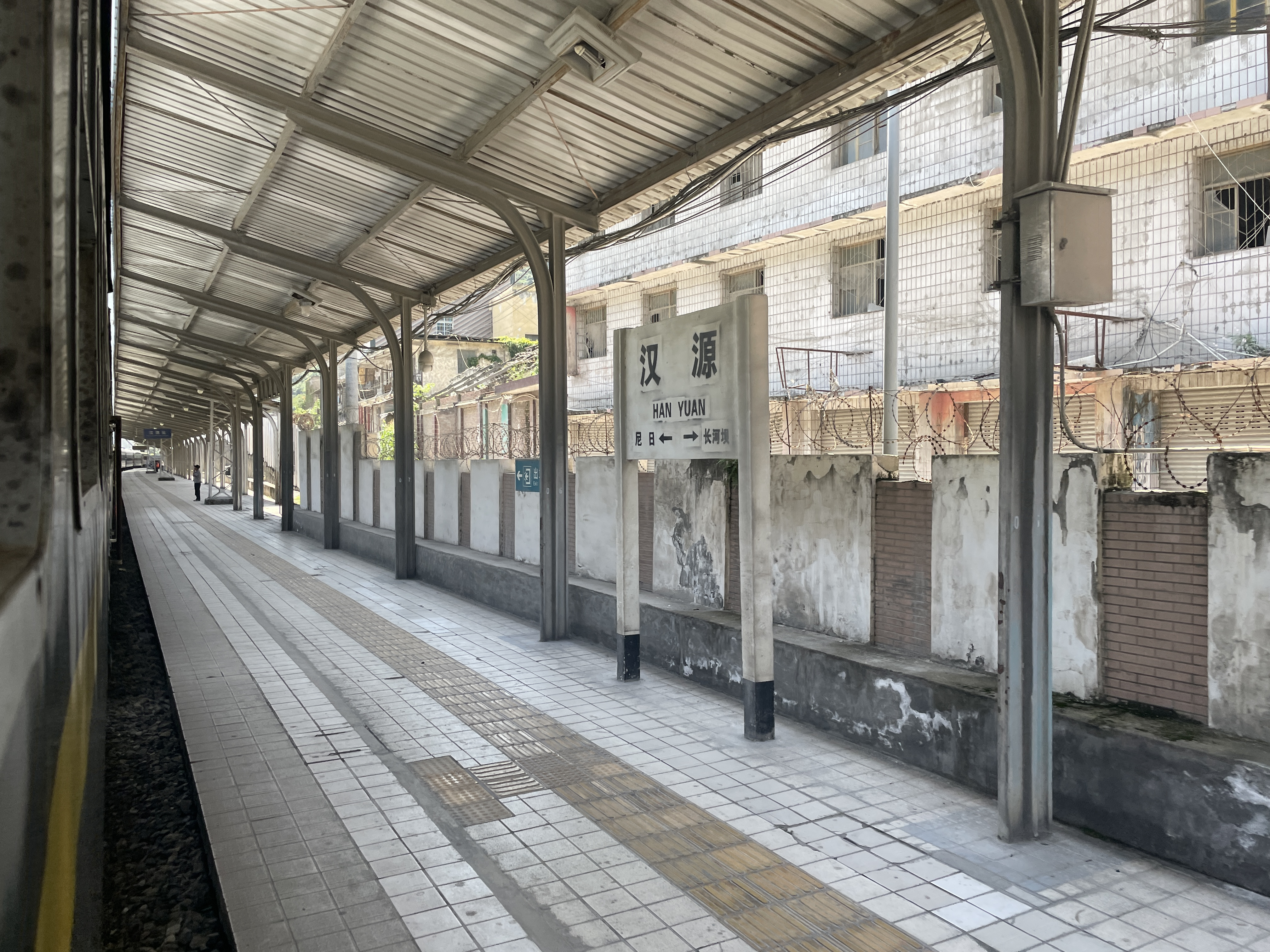
车站站台

汉源站占地面积11万平方米，目前站房于2001年1月建成投用。站场设有4条到发线和3条货运线:362，设有一座侧式站台，2005年增设站台风雨棚。车站货场面积9830平方米，主要到发的货品种类有磷矿、矿石、矿建、化肥类等，主要服务汉源县、石棉县、泸定县和康定县的货主。站内设有通往中石油雅安销售分公司、中铁西南国际物流和瀑布沟水电站的专用线，以保障瀑布沟水电站建设期间的物资运输:318。
| 侧式站台 |                   |
| 1站台    | 成昆铁路 旅客列车 |
| 正线     | 成昆铁路 通过列车 |
| 到发线   | 成昆铁路 列车     |
| 到发线   | 成昆铁路 列车     |
| 5-7道    | 货物线            |

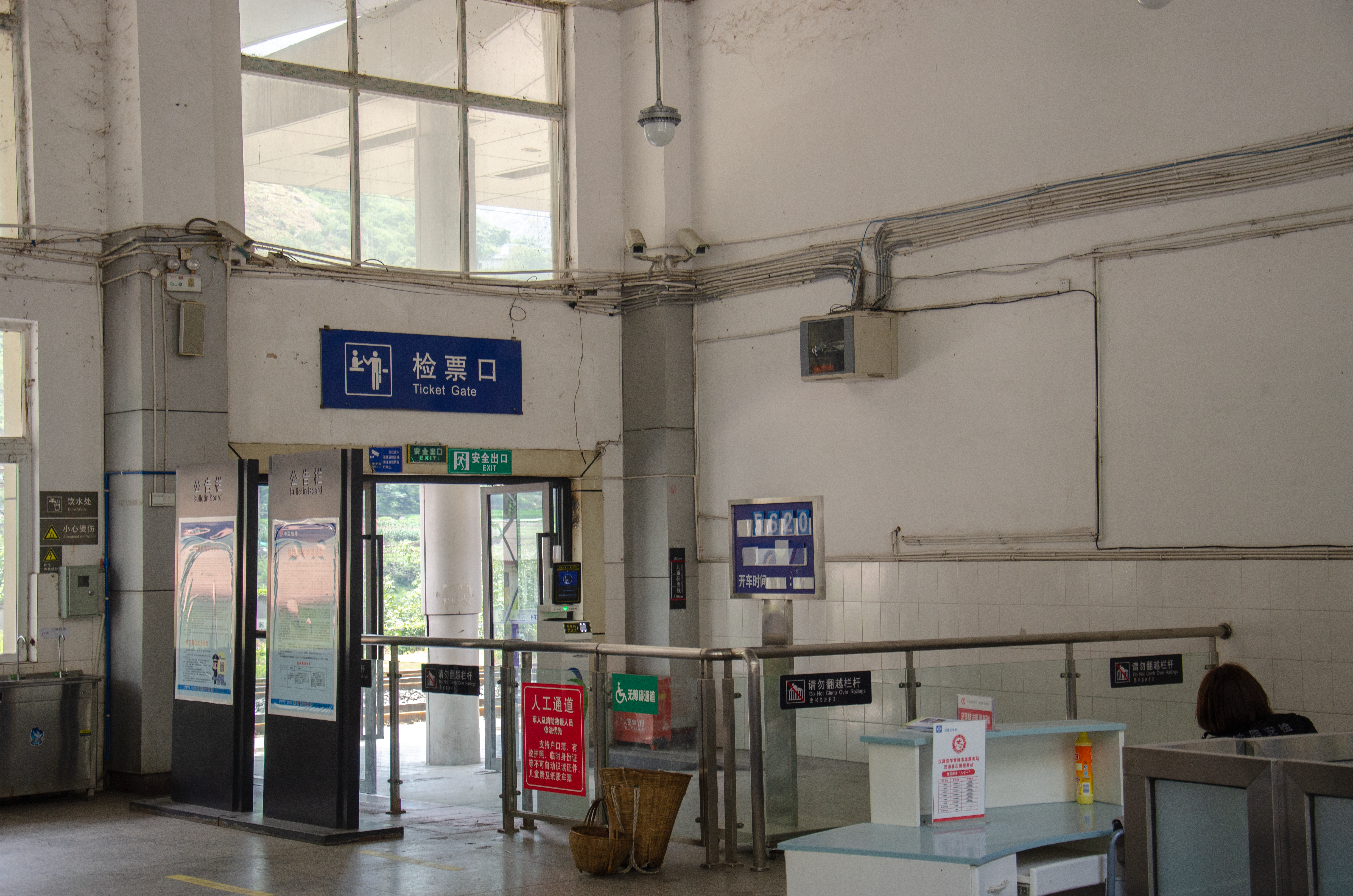
候车厅与检票口
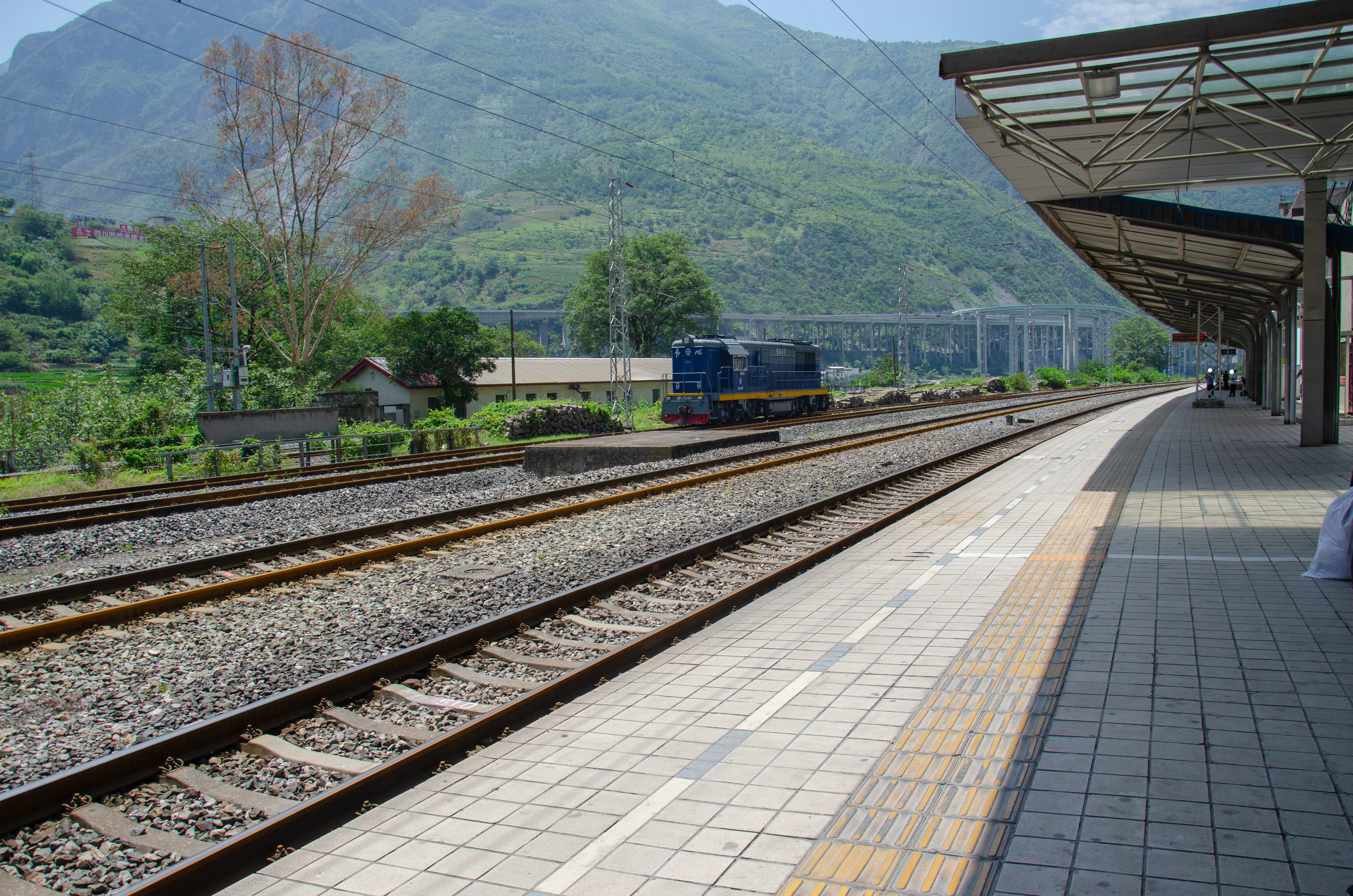
站台
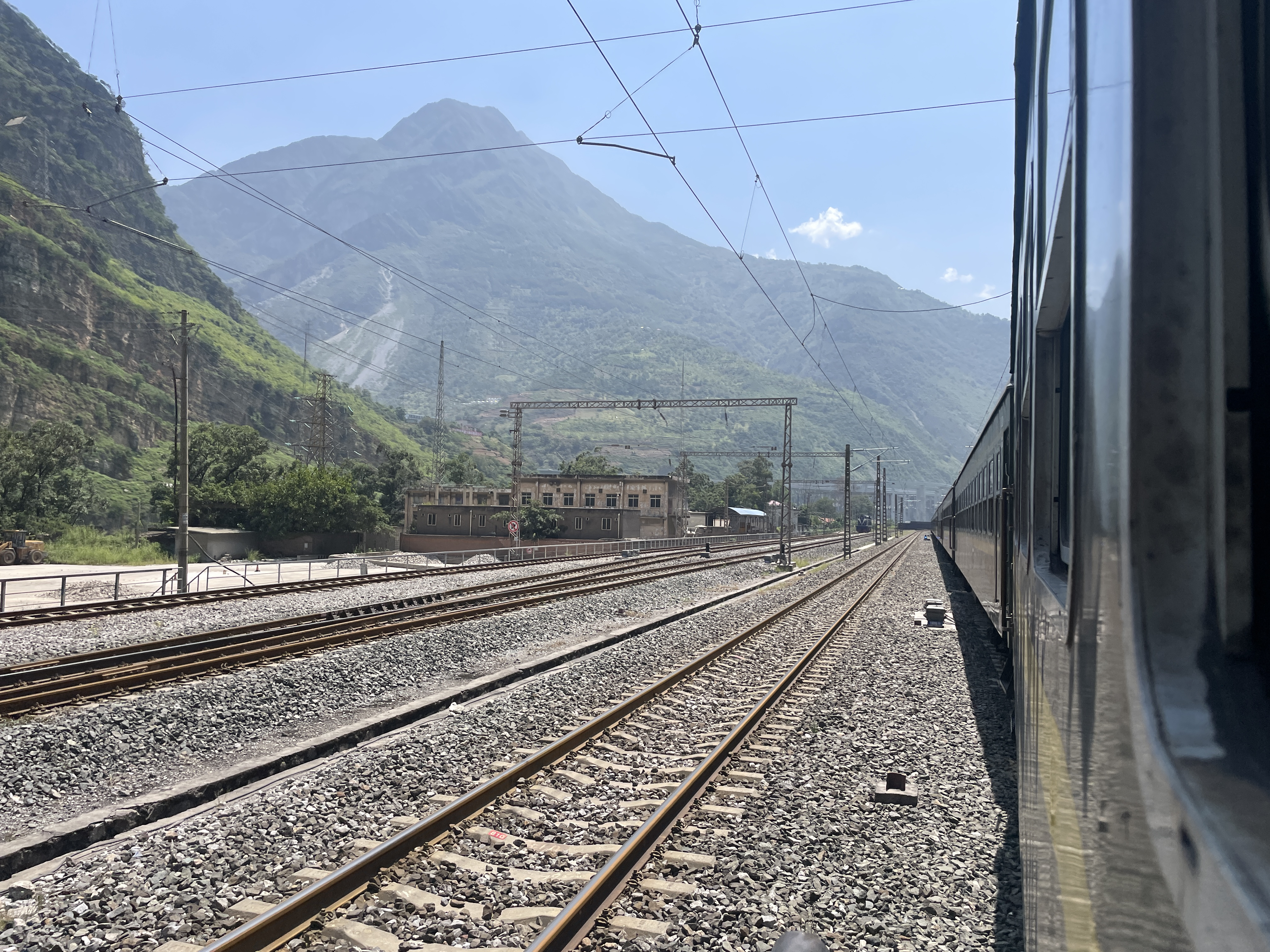
站内股道
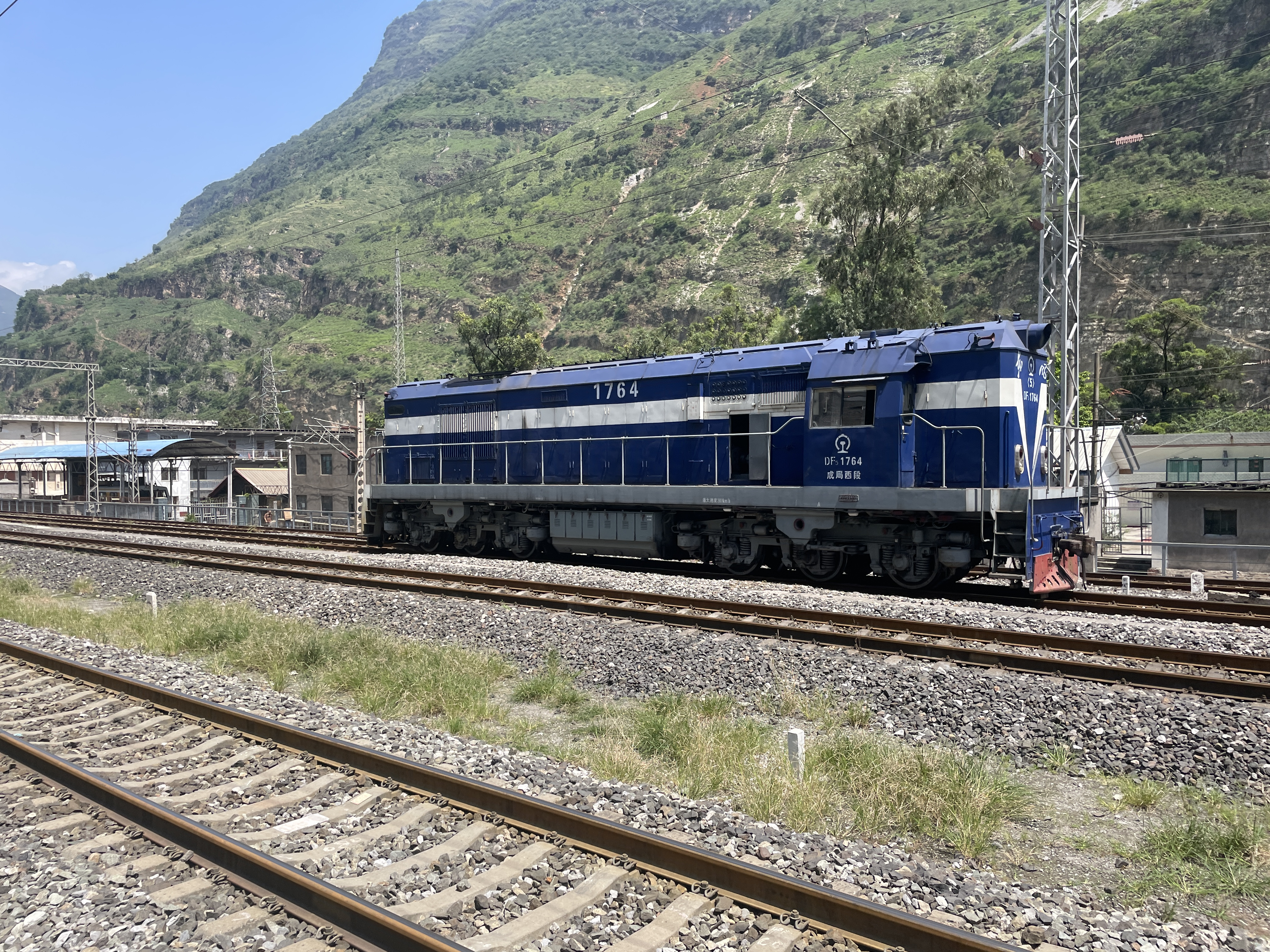
东风5型柴油机车于车站
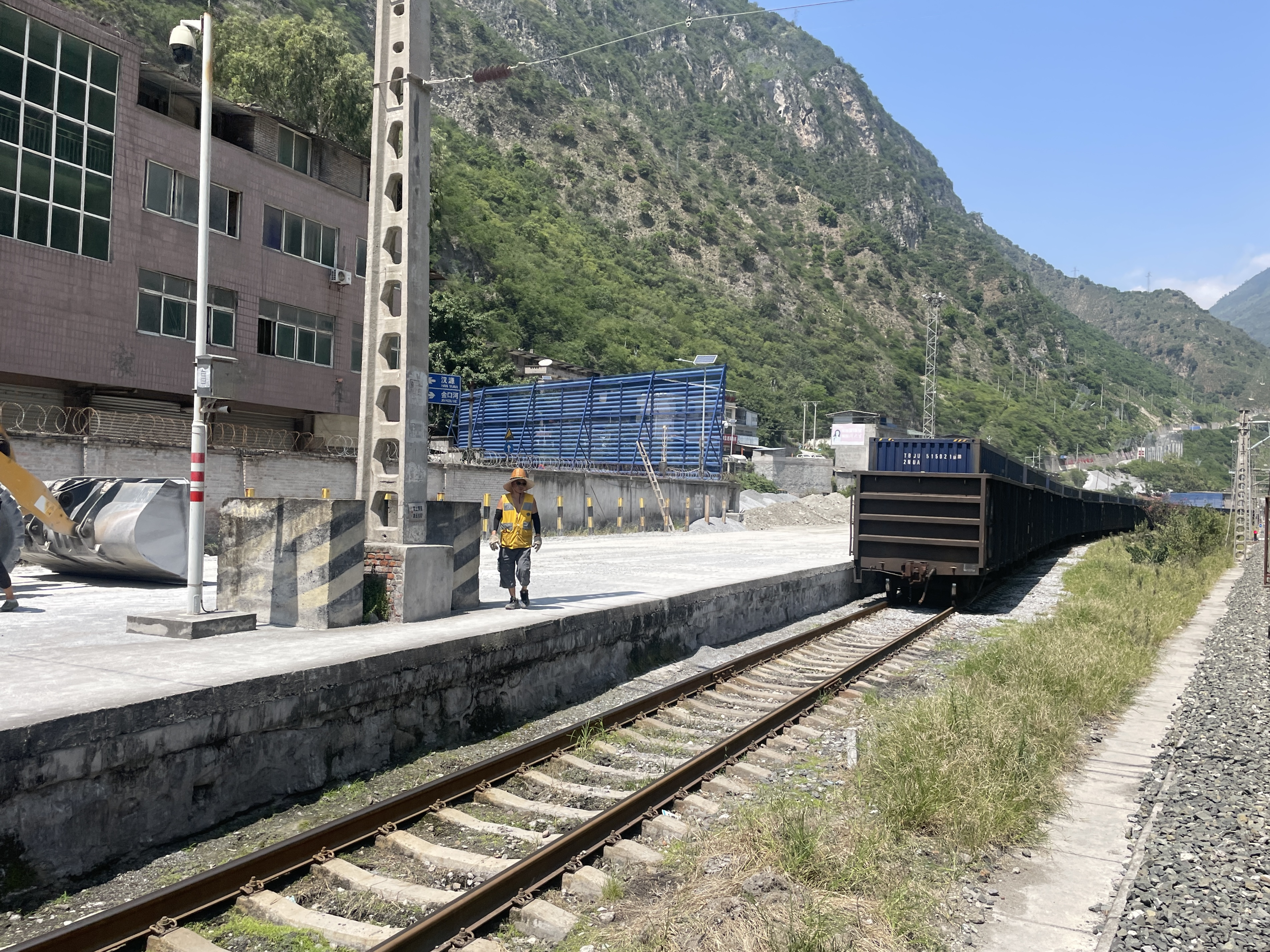
车站货场

## 事故
汉源站向南约2公里处曾发生过1981年成昆铁路列车坠桥事故，是中国铁路历史上旅客伤亡最为惨重的事故。
2020年8月2日上午10时30分，汉源站上行成昆铁路K279处上方岩体发生高位崩塌，造成成昆铁路中断。事故路段经抢修后于8月4日晚上通车，但为安全起见，仅恢复货运列车运行，长途旅客列车继续停运，原普雄-燕岗慢车拆分为普雄-汉源、燕岗-金口河两段直至2021年1月1日。